# Rhionaeschna tinti
Rhionaeschna tinti is een libellensoort uit de familie van de glazenmakers (Aeshnidae), onderorde echte libellen (Anisoptera).
De wetenschappelijke naam van de soort is voor het eerst geldig gepubliceerd in 2000 door von Ellenrieder.